# Koppi
Il Koppi è un fiume dell'estremo oriente russo (Territorio di Chabarovsk), tributario del mare del Giappone.
Nasce dal versante orientale della catena dei Sichotė-Alin', scorrendo successivamente con direzione mediamente orientale, dapprima (alto e medio corso) in una valle piuttosto stretta e impervia, successivamente (basso corso) più larga e pianeggiante; sfocia nel mare del Giappone, alcune decine di chilometri a sud della cittadina portuale di Sovetskaja Gavan'. I maggiori tributari sono i fiumi Džausa, Topty, Djakoma, Bjapoli, Ioli, Igtu.
La valle del fiume Koppi, come più in generale tutta la zona dei monti Sichote-Alin', è un'importante zona turistica.